# Thalaina australiaria
Thalaina australiaria là một loài bướm đêm trong họ Geometridae.